# Maxim Rodshtein
Maxim Rodshtein (russisch Максим Эдуардович Родштейн; hebräisch מקסים רודשטיין‎; * 19. Januar 1989 in Leningrad) ist ein israelischer Schachspieler.

## Leben
Rodshtein wuchs in Sankt Petersburg auf, wo er Sankt Petersburger U10-Meister wurde. 1998 zog die Familie nach Israel. Im Jahr 2005 erhielt er den Titel Internationaler Meister, die erforderlichen Normen erfüllte er in der israelischen Mannschaftsmeisterschaft 2003, im Oktober 2004 bei der Winterthurer Schachwoche, im November 2004 bei der U16-Weltmeisterschaft und im Februar 2005 beim Aeroflot Open in Moskau. 2007 wurde er Großmeister, die erforderlichen Normen erfüllte er im Juli 2006 beim 24. Andorra International Open, im Dezember 2006 bei der israelischen Einzelmeisterschaft in Tel Aviv-Jaffa, die er gewann, und im März 2007 beim 23. Open in Cappelle-la-Grande.
2007 erreichte er einen geteilten Turniersieg beim 25. Andorra International Open, an dem 101 Spieler teilnahmen. Bereits im Jahre 2002 wurde er Zweiter bei der U14-Europameisterschaft. Rodshtein gewann die U-16-Weltmeisterschaft 2004 in Iraklio. Er siegte bei dem 12. Open Internacional de Sants in Barcelona (2010).
Bei der Schacheuropameisterschaft 2025 in Rumänien erreichte Rodshtein punktgleich mit dem Sieger den dritten Platz.
Maxim Rodshtein ist verheiratet mit der Tschechin Tereza Rodshtein (geborene Olšarová), die den Titel einer Großmeisterin der Frauen trägt.

## Nationalmannschaft
Rodshtein nahm mit der israelischen Nationalmannschaft an den Schacholympiaden 2008, 2010, 2012, 2014, 2016 und 2018 teil. Mit der Mannschaft erreichte er 2008 den zweiten und 2010 den dritten Platz, in der Einzelwertung gelang ihm 2008 das zweitbeste Ergebnis der Reservespieler. Außerdem beteiligte sich Rodshtein an den Mannschaftsweltmeisterschaften 2010 und 2015 und den Mannschaftseuropameisterschaften 2007, 2011, 2017 und 2019.

## Vereine
In Israel spielt Rodshtein für den Be’er Scheva Chess Club, mit dem er auch sechsmal am European Club Cup teilnahm. In der deutschen Schachbundesliga spielte Rodshtein von 2013 bis 2015 für den Schachclub Eppingen, von 2015 bis 2018 für den SK Schwäbisch Hall und in der Saison 2019/20 für den SV Lingen. Bei der russischen Mannschaftsmeisterschaft spielte er 2008 für SchSM-64 Moskau, 2015 und 2016 für die Mannschaft von Medny Wsadnik Sankt Petersburg, mit der er 2016 den Titel gewann und auch 2015 am European Club Cup teilnahm, in der tschechischen Extraliga von 2015 bis 2017 für den ŠK Rapid Pardubice und in der Saison 2017/18 für den ŠK Zikuda Turnov. In Spanien spielt er seit 2014 für Sestao XT, mit denen er 2018 den Titel gewann, in Frankreich seit 2016 für die Mannschaft von Bischwiller, mit der er 2018 und 2019 Meister wurde. Die ungarische Mannschaftsmeisterschaft gewann Rodshtein 2018 und 2019 mit Aquaprofit NTSK.